# Міжнародні коаліційні сили в Іраку
Міжнародні коаліційні сили в Іраку (Multi-National Force — Iraq (MNF–I)), часто згадується як коаліційні сили — військове командування під час вторгнення 2003 року в Іраку і війни в Іраку, очолюване США (операція «іракська Свобода»), Великою Британією, Австралією, Іспанією та Польщею.

## Командири
| Пріоритет | Командир                              | Портрет | Початок повноважень  | Припинення повноважень |
| --------- | ------------------------------------- | ------- | -------------------- | ---------------------- |
| 1         | Генерал-лейтенант Рікардо Санчес, США |         | 15 травня 2004 року  | 4 червня 2004 року,    |
| 2         | Генерал Джордж Кейсі-молодший, США    |         | 4 червня 2004 року,  | 10 лютого 2007 року    |
| 3         | Генерал Девід Петреус, США            |         | 10 лютого 2007 року  | 16 вересня 2008 року   |
| 4         | Генерал Реймонд Одієрно, США          |         | 16 вересня 2008 року | 1 січня 2010 року      |

## Учасники
- НАТО: 150
- США: 150000 (кінець операції: 12/11)
- Велика Британія: 46000 (кінець операції: 5/11)
- Австралія: 2000 (кінець операції: 7/09)
- Румунія: 730 (задіяні: 7/03; кінець операції: 7/09)
- Сальвадор: 380 (задіяні: 8/03; кінець операції: 1/09)
- Естонія: 40 (задіяні: 6/05; кінець операції: 1/09)
- Болгарія: 485 (задіяні: 5/03; кінець операції: 12/08)
- Молдова: 24 (задіяні: 9/03; кінець операції: 12/08)
- Албанія: 240 (задіяні: 4/03; кінець операції: 12/08)
- Україна: 1650 (задіяні: 8/03; кінець операції: 12/08)
- Данія: 545  (задіяні: 4/03; кінець операції: 12/08)
- Чехія: 300 (задіяні: 12/03; кінець операції: 12/08)
- Південна Корея: 3600 (задіяні: 5/03; кінець операції: 12/08)
- Тонга: 55 (задіяні: 7/04; кінець операції: 12/08)
- Азербайджан: 250 (задіяні: 8/03; кінець операції: 12/08)
- Сінгапур: 175 (задіяні: 12/03; кінець операції: 12/08)
- Боснія і Герцеговина: 85 (задіяні: 6/05; кінець операції: 11/08)
- Північна Македонія: 77 (задіяні: 7/03; кінець операції: 11/08)
- Латвія: 136 (задіяні: 5/03; кінець операції: 11/08)
- Польща: 200—2500 (кінець операції: 10/08)
- Казахстан: 29 (задіяні: 9/03; кінець операції: 10/08)
- Вірменія: 46 (задіяні: 1/05; кінець операції: 10/08)
- Монголія: 180 (задіяні: 8/03; кінець операції: 09/08)
- Грузія: 2000 (задіяні: 8/03; кінець операції: 8/08)

- Словаччина: 110 (задіяні: 8/03; кінець операції: 12/07)
- Литва: 120 (задіяні: 6/03; кінець операції: 08/07)
- Італія: 3200 (задіяні: 7/03; кінець операції: 11/06)
- Норвегія: 150 (задіяні: 7/03; кінець операції: 8/06)
- Японія: 600 (задіяні: 1/04; кінець операції: 7/06)
- Угорщина: 300 (задіяні: 8/03; кінець операції: 3/05)
- Нідерланди: 1345 (задіяні: 7/03; кінець операції: 3/05)
- Португалія: 128 (задіяні: 11/03; кінець операції: 2/05)
- Нова Зеландія: 61 (задіяні: 9/03; кінець операції: 9/04)
- Таїланд: 423 (задіяні: 8/03; кінець операції: 8/04)
- Філіппіни: 51 (задіяні: 7/03; кінець операції: 7/04)
- Гондурас: 368 (задіяні: 8/03; кінець операції: 5/04)
- Домініканська Республіка: 302 (задіяні: 8/03; кінець операції: 5/04)
- Іспанія: 1300 (задіяні: 4/03; кінець операції: 4/04)
- Нікарагуа: 230 (задіяні: 9/03; кінець операції: 2/04)
- Ісландія: 2 (задіяні: 5/03;)

## Втрати
| Країна          | Втрати | Примітки |
| --------------- | ------ | -------- |
| США             | 4486   | [ 1 ]    |
| Велика Британія | 179    | [ 2 ]    |
| Італія          | 33     | [ 3 ]    |
| Польща          | 23     | [ 4 ]    |
| Україна         | 18     | [ 5 ]    |
| Болгарія        | 13     | [ 6 ]    |
| Іспанія         | 11     | [ 7 ]    |
| Данія           | 7      | [ 8 ]    |
| Сальвадор       | 5      | [ 9 ]    |
| Грузія          | 5      | [ 10 ]   |
| Словаччина      | 4      | [ 11 ]   |
| Латвія          | 3      | [ 12 ]   |
| Румунія         | 3      | [ 13 ]   |
| Естонія         | 2      | [ 14 ]   |
| Таїланд         | 2      | [ 15 ]   |
| Австралія       | 2      | [ 16 ]   |
| Нідерланди      | 2      | [ 17 ]   |
| Казахстан       | 1      | [ 18 ]   |
| Південна Корея  | 1      | [ 19 ]   |
| Угорщина        | 1      | [ 20 ]   |
| Чехія           | 1      | [ 21 ]   |
| Азербайджан     | 1      | [ 22 ]   |